# یلنا سرووا
یلنا سرووا (به انگلیسی: Yelena Serova) فضانورد پیشین اهل روسیه است که در ۲۲ آوریل ۱۹۷۶ در سرزمین پریمورسکی زاده شد.